# Barada
Barada és una població dels Estats Units a l'estat de Nebraska. Segons el cens del 2000 tenia 28 habitants.

## Demografia
Segons el cens del 2000, Barada tenia 28 habitants, 11 habitatges, i 5 famílies. La densitat de població era de 120,1 habitants per km².
Dels 11 habitatges en un 27,3% hi vivien nens de menys de 18 anys, en un 54,5% hi vivien parelles casades, en un 0% dones solteres, i en un 45,5% no eren unitats familiars. En el 45,5% dels habitatges hi vivien persones soles el 27,3% de les quals corresponia a persones de 65 anys o més que vivien soles. El nombre mitjà de persones vivint en cada habitatge era de 2,55 i el nombre mitjà de persones que vivien en cada família era de 3,67.
Per edats la població es repartia de la següent manera: un 21,4% tenia menys de 18 anys, un 17,9% entre 18 i 24, un 17,9% entre 25 i 44, un 32,1% de 45 a 60 i un 10,7% 65 anys o més.
L'edat mediana era de 42 anys. Per cada 100 dones de 18 o més anys hi havia 144,4 homes.
La renda mediana per habitatge era de 21.250 $ i la renda mediana per família de 46.250 $. Els homes tenien una renda mediana de 22.500 $ mentre que les dones 16.875 $. La renda per capita de la població era de 13.716 $. Cap de les famílies i el 8% de la població estaven per davall del llindar de pobresa.

## Poblacions més properes
El següent diagrama mostra les poblacions més properes.